# Set the World on Fire (Annihilator)
Set the World on Fire è il terzo album della thrash metal band canadese Annihilator.

## Il disco
È l'album che segna una leggera svolta stilistica della band, infatti risulta un lavoro "meno thrash metal" rispetto ai primi due lavori della band. Non per caso vi troviamo alcune ballads.

## Tracce
1. Set the World on Fire – 4:30 (Waters, Pharr)
2. No Zone – 2:47 (Darley, Hartmann, Waters)
3. Bats in the Belfry – 3:37 (Hartmann, Pharr, Waters)
4. Snake in the Grass – 4:55 (Waters)
5. Phoenix Rising – 3:47 (Murphy, Waters)
6. Knight Jumps Queen – 3:46 (Waters)
7. Sounds Good to Me – 4:18 (Waters)
8. The Edge – 2:56 (Murphy, Waters)
9. Don't Bother Me – 3:23 (Goldberg, Pharr, Waters)
10. Brain Dance – 4:51 (Pharr, Waters)

Durata totale: 38:50

## Edizione Speciale
L'album fu pubblicato anche in edizione speciale con l'aggiunta di due tracce e di un secondo disco contenente vari video della band. L'edizione venne rimasterizzata nel 2004 e pubblicata in accoppiata con l'album In Command, per la raccolta Two From The Vault dalla Roadrunner Records.

### Tracce CD 1
1. Set the World on Fire – 4:30 (Waters, Pharr)
2. No Zone – 2:47 (Darley, Hartmann, Waters)
3. Bats in the Belfry – 3:37 (Hartmann, Pharr, Waters)
4. Snake in the Grass – 4:55 (Waters)
5. Phoenix Rising – 3:47 (Murphy, Waters)
6. Knight Jumps Queen – 3:46 (Waters)
7. Sounds Good to Me – 4:18 (Waters)
8. The Edge – 2:56 (Murphy, Waters)
9. Don't Bother Me – 3:23 (Goldberg, Pharr, Waters)
10. Brain Dance – 4:51 (Pharr, Waters)
11. Hell Bent for Leather – 2:54 (Tipton) – (Judas Priest cover)
12. Phoenix Rising (acoustic) – 4:09 (Murphy, Waters)

Durata totale: 45:53

### Tracce CD 2
1. Set The World On Fire (promotional video)
2. Jeff Waters Speaks
3. Bonus Video Footage

Durata totale: 0:00

## Formazione
- Aaron Randall - voce
- Jeff Waters - chitarra solista
- Neil Goldberg - chitarra ritmica
- Wayne Darley - basso
- Mike Mangini - batteria, percussioni